# Il crimine non va in pensione
Il crimine non va in pensione es una película italiana de 2017 dirigida por Fabio Fulco con Stefania Sandrelli, Franco Nero, Ivano Marescotti, Orso Maria Guerrini y Maurizio Mattioli.

## Enlaces exsternos
- Il crimine non va in pensione en Internet Movie Database (en inglés).

- Datos: Q30889570